# كوارو
كوارو قرية سورية تتبع ناحية أرمناز في منطقة حارم في محافظة إدلب. بلغ عدد سكانها 831 نسمة في عام 2004 حسب إحصاء المكتب المركزي للإحصاء.